# ويليام لوس
ويليام لوس (بالإنجليزية: William Luce)‏ هو مؤلف أمريكي، ولد في 16 أكتوبر 1931 في بورتلاند في الولايات المتحدة.

## وصلات خارجية
- الموقع الرسمي
- ويليام لوس على موقع IMDb (الإنجليزية)
- ويليام لوس على موقع قاعدة بيانات برودواي على الإنترنت (الإنجليزية)
- ويليام لوس على موقع قاعدة بيانات الفيلم (الإنجليزية)